# Keuppia
Keuppia — вимерлий рід восьминогів.

## Таксономія
Рід складається з двох видів, Keuppia hyperbolaris і Keuppia levante, обидва з яких жили приблизно 95 мільйонів років тому. Обидва види були знайдені у скам'янілій формі, що дуже рідко для вимерлих восьминогів, оскільки м'які тканини мертвих восьминогів майже завжди розпадаються, перш ніж вони мають можливість скам'яніти. Ці скам'янілості разом із представниками роду Styletoctopus були знайдені в місцевостях Хакель і Хджула крейдяного віку в Лівані. Наявність залишків гладіуса в цьому роді свідчить про перехід від кальмарів до восьминогів, у яких у ранніх формах внутрішня раковина розділилася на дві частини, щоб згодом перетворитися на бокові стилети, як це можна побачити у Styletoctopus.